# 新川站 (群馬縣)

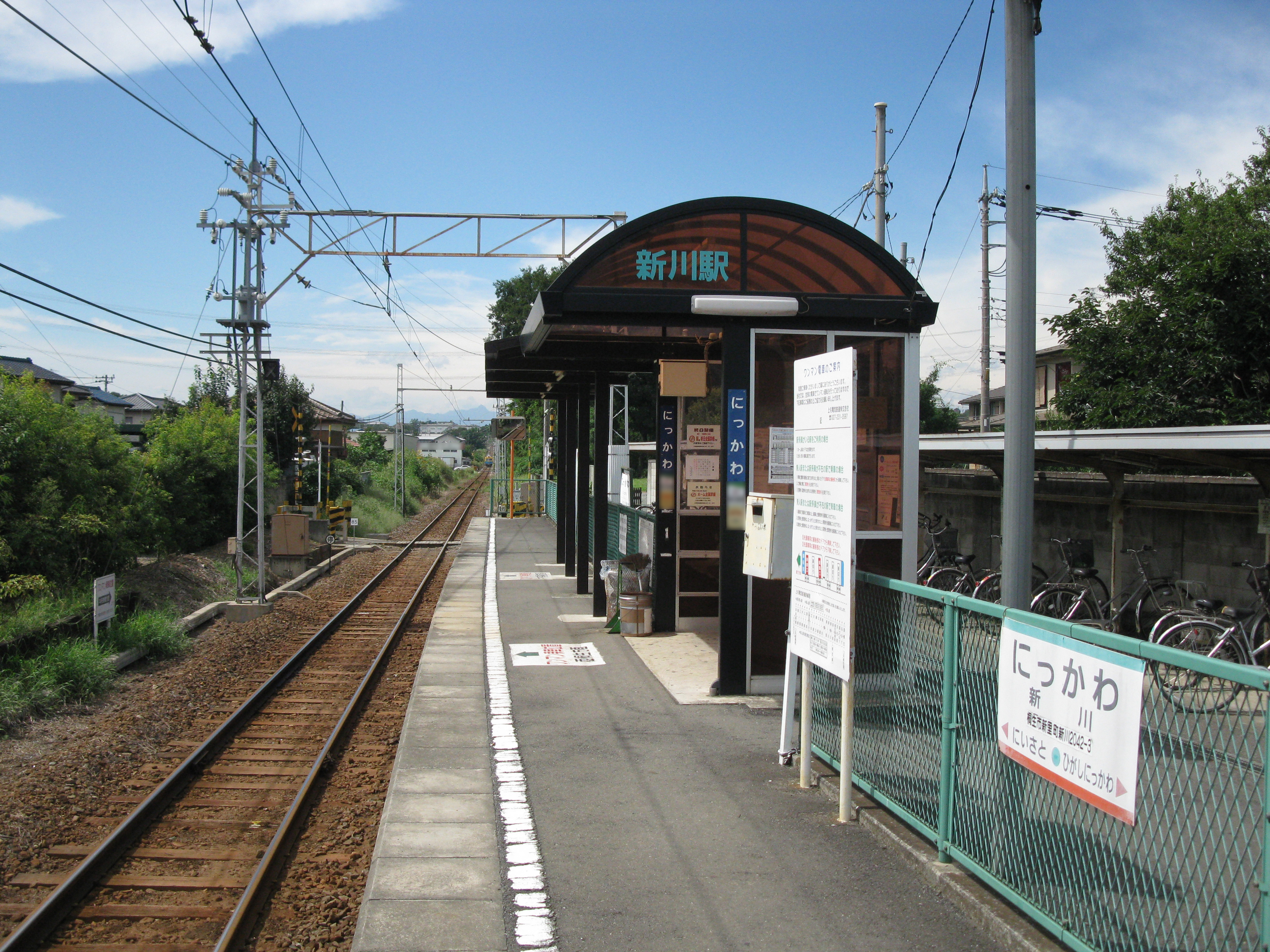
月台（2010年9月）

新川站（日语：／ Nikkawa eki */?）是位於群馬縣桐生市新里町新川2042番3號，上毛電氣鐵道的上毛線車站。

## 歷史
- 1928年（昭和3年）11月10日 - 車站啟用[1]。

## 車站構造
此站是地面車站，設有1面1線的單式月台。此站是無人車站。
由於列車以一人控制，因此指定了乘車位置。

## 使用狀況
以下為近年使用狀況數據。
| 上下車人次變化     | 上下車人次變化 |
| 年度               | 1日平均人次    |
| ------------------ | -------------- |
| 2009年（平成21年） | 280            |
| 2010年（平成22年） | 271            |
| 2011年（平成23年） | 260            |
| 2012年（平成24年） | 271            |
| 2013年（平成25年） | 306            |
| 2014年（平成26年） | 303            |
| 2015年（平成27年） | 286            |
| 2016年（平成28年） | 292            |
| 2017年（平成29年） | 286            |
| 2018年（平成30年） | 312            |
| 2019年（令和元年） | 283            |

## 車站周邊
- Avance（日语：フレッシュコーポレーション）新里店
- 加勒比海灘（日语：カリビアンビーチ） - 3.2公里（步行40分鐘）
- 群馬昆蟲之森（日语：ぐんま昆虫の森）
- 桐生市立新里東小學（日语：桐生市立新里東小学校）
- 群馬銀行新里分店
- 群馬未來信用組合（日语：ぐんまみらい信用組合）新里出張所

## 相鄰車站
上毛電氣鐵道
上毛線
新里－新川－東新川

## 注腳
1. ↑  「地方鉄道運輸開始」『官報』1928年11月19日（國立國會圖書館數碼化收藏）
2. ↑  市内鉄道の年間乗降客数（日語） 的存檔，存档日期2014年11月29日，. - 桐生市

## 外部連結
- 上毛電氣鐵道　沿線資訊 （页面存档备份，存于）（日語）